# 安藤真裕
安藤 真裕（あんどう まさひろ、1967年9月1日 – ）は、日本のアニメーション監督、演出家、アニメーター。

## 来歴
北海道出身。主に人物アクションの作品を手がけることが多い。
高校卒業後の1986年にスタジオあんなぷる入社。入社後は主に出崎統、杉野昭夫の下で原画や動画として『エースをねらえ!2』や『華星夜曲』といったOVA作品を中心に担当する。1991年、『おにいさまへ…』にキーアニメーターとして参加。この作品を最後にスタジオあんなぷるを退社しフリーとなる。
フリーとなってからは主にProduction I.Gなどで原画や絵コンテを担当。近年はボンズやピーエーワークスを拠点に活動し、ボンズでは2007年に『ストレンヂア 無皇刃譚』で劇場版アニメの監督、ピーエーワークスでは2009年に『CANAAN』でテレビアニメの監督でそれぞれデビュー。ピーエーワークスではその後、『花咲くいろは』でも監督をしている。

## 手がけた作品

### テレビアニメ
1989年
- YAWARA!（原画）

1990年
- ルパン三世 ヘミングウェイ・ペーパーの謎（原画）

1991年
- おにいさまへ…（作画監督）

1995年
- 新世紀エヴァンゲリオン（原画）
- バーチャファイター（原画）
- ふしぎ遊戯（原画）

1998年
- 魔術士オーフェン（オープニング）

1999年
- メダロット（絵コンテ・演出）
- ワイルドアームズ トワイライトヴェノム（オープニング作画）
- モンスターファーム〜円盤石の秘密〜（オープニング原画）

2000年
- 人造人間キカイダー THE ANIMATION（絵コンテ・演出）

2001年
- X -エックス-（絵コンテ）

2002年
- 攻殻機動隊 STAND ALONE COMPLEX（絵コンテ）
- ラーゼフォン（絵コンテ・演出）
- OVERMANキングゲイナー（原画）
- スクラップド・プリンセス（オープニング原画）

2003年
- 鋼の錬金術師（絵コンテ・演出・第二原画）
- WOLF'S RAIN（絵コンテ・演出）
- L/R -Licensed by Royal-（絵コンテ）

2004年
- 攻殻機動隊 S.A.C. 2nd GIG（絵コンテ）
- お伽草子（絵コンテ）

2005年
- 交響詩篇エウレカセブン（2代目オープニング原画）
- テニスの王子様（7代目オープニング絵コンテ・演出）
- エレメンタル ジェレイド（絵コンテ）

2007年
- デルトラ・クエスト（絵コンテ）

2008年
- RD 潜脳調査室（絵コンテ）
- true tears（絵コンテ・演出）

2009年
- 鋼の錬金術師 FULLMETAL ALCHEMIST（絵コンテ）
- CANAAN（監督・絵コンテ・演出）

2010年
- HEROMAN（絵コンテ）

2011年
- 花咲くいろは（監督・絵コンテ・演出）

2012年
- 絶園のテンペスト（監督・絵コンテ・演出）

2013年
- 凪のあすから（絵コンテ）
- ガリレイドンナ（絵コンテ）

2014年
- 世界征服〜謀略のズヴィズダー〜（絵コンテ）
- ウィザード・バリスターズ 弁魔士セシル（絵コンテ）
- ハイキュー!!（絵コンテ）
- 棺姫のチャイカ AVENGING BATTLE（絵コンテ）

2015年
- 赤髪の白雪姫（監督・絵コンテ・演出）

2018年
- 天狼 Sirius the Jaeger（監督・絵コンテ・演出）

2019年
- 荒ぶる季節の乙女どもよ。（監督・絵コンテ）

2020年
- ゴールデンカムイ（絵コンテ）
- 神様になった日（絵コンテ）

2021年
- ゴジラ S.P ＜シンギュラポイント＞（絵コンテ）
- 白い砂のアクアトープ（絵コンテ）

時期未発表
- 黄泉のツガイ（監督）

### 劇場アニメ
- 機動警察パトレイバー 2 the Movie（1993年、原画）
- 劇場版クレヨンしんちゃんシリーズ
  - クレヨンしんちゃん ブリブリ王国の秘宝（1994年、原画）
  - クレヨンしんちゃん 雲黒斎の野望（1995年、原画）
  - クレヨンしんちゃん ヘンダーランドの大冒険（1996年、原画）
  - クレヨンしんちゃん 暗黒タマタマ大追跡（1997年、原画）
  - クレヨンしんちゃん 電撃!ブタのヒヅメ大作戦（1998年、原画）
  - クレヨンしんちゃん 爆発!温泉わくわく大決戦（1999年、原画）
  - クレヨンしんちゃん 嵐を呼ぶジャングル（2000年、原画）
- GHOST IN THE SHELL / 攻殻機動隊（1995年、原画）
- 劇場版スレイヤーズ（1995年、原画）
- MEMORIES「彼女の想いで」（1995年、原画）
- ブラックジャック（1996年、原画）
- 新世紀エヴァンゲリオン劇場版 Air/まごころを、君に（1997年、原画）
- アキハバラ電脳組 2011年の夏休み（1999年、原画）
- 人狼 JIN-ROH（2000年、原画）
- メトロポリス（2001年、原画）
- カウボーイビバップ 天国の扉（2001年、作画監督協力・原画）
- 劇場版 鋼の錬金術師 シャンバラを征く者（2005年、絵コンテ）
- ストレンヂア 無皇刃譚（2007年、監督）
- 劇場版 花咲くいろは HOME SWEET HOME（2013年、監督[6]）

### Webアニメ
- T・Pぼん（2024年、監督[7]）

### OVA
- エースをねらえ!2（1988年、原画）
- 華星夜曲（1988年、原画）
- B・B（1990年、原画）
- 修羅之介斬魔劍（1990年、原画）
- 幻想叙譚エルシア（1992年、原画）
- 宝島メモリアル「夕凪と呼ばれた男」（1992年、原画）
- キャシャーン（1993年、原画）
- ジョジョの奇妙な冒険（1993年、原画）
- 爆炎CAMPUSガードレス（1993年、原画）
- GATCHAMAN（1994年、原画）
- こどものおもちゃ（1995年、原画・レイアウト検査）
- 秘境探検ファム&イーリー（1995年、原画）
- 新破裏拳ポリマー（1996年、オープニング）
- シャーマニックプリンセス「覚醒」、「風の祭」（1996年、原画）
- 鋼の錬金術師 PREMIUM COLLECTION「七大ホムンクルスVS国家錬金術師軍団」（時期不明、絵コンテ・演出・原画）
- Under the Dog（2016年、監督）

### ゲーム
- ワイルドアームズ セカンドイグニッション（1999年、オープニング絵コンテ・演出・原画）
- ポポロクロイス物語II（2000年、原画）
- スキャンダル（2000年、原画）

### その他
- スライム冒険記 海だ、イエ〜（1999年、原画）Vジャンプフェスティバルにて上映